# 李瑞宇
李瑞宇（1956年8月—），中华人民共和国外交官。

## 生平
李瑞宇毕业于北京外国语学院。
1981年至1986年，任驻马耳他大使馆职员、随员。1986年至1991年，任外交部西欧司随员、三秘。1991年至1993年，任驻马耳他大使馆二秘。1993年至1996年，任驻英国大使馆二秘、一秘。1996年至1999年，任西欧司一秘、处长、参赞。1999年至2001年，任驻意大利大使馆参赞、公使衔参赞。2001年至2006年，任驻英国大使馆公使衔参赞、公使。2006年至2012年，任欧洲司副司长、司长。
2012年至2013年，任驻丹麦大使。2013年至2019年，任驻意大利大使。

## 荣誉

### 外国勋章奖章
- 意大利之星指挥官勋章（義大利語：Ordine della Stella d'Italia）（意大利，2012年5月2日公布[4]）
- 意大利共和国功绩大十字骑士勋章（義大利語：Ordine al merito della Repubblica Italiana）（意大利，2019年5月6日公布[5]，2019年5月14日于罗马总统府奎里纳莱宫颁发[6]）